# Triops australiensis
Espèce
Triops australiensis est une espèce de crustacés branchiopodes de la famille des Triops (Triopsidae) à l'instar des Lepidurus vivant en Australie. Il s'agit d'une espèce physiquement et génétiquement très proche de Triops longicaudatus. Il mesure suivant les spécimens entre 4 cm et 7 cm. Étant donné sa répartition géographique, il évolue dans des eaux plus chaudes que Triops longicaudatus. Ainsi, en élevage, la température optimale de croissance comprise entre 26 et 28 °C.

## Génétique
Le fait que Triops australiensis soit si semblable à Triops longicaudatus bien qu'ils soient géographiquement très éloignés peut s'expliquer par le fait que la Barge rousse, faisant un aller-retour Alaska-Australie lors de son trajet migratoire, semble transporter depuis longtemps des œufs de Triops entre ces deux territoires éloignés, ce qui pourrait expliquer cette proximité génétique.

## Liste des sous-espèces
Selon BioLib (2 janvier 2019) :
- sous-espèce Triops australiensis australiensis (Spencer & Hall, 1895)
- sous-espèce Triops australiensis sakalavus (Nobili, 1905)